# كتبانة إيطاليا
كتبانة إيطاليا (باليونانية: κατεπανίκιον Ἰταλίας)‏ كانت مقاطعة تابعة للإمبراطورية البيزنطية وتضم البر الرئيسي الإيطالي إلى الجنوب من خط مرسوم من مونتي جارجانو إلى خليج ساليرنو. على الرغم من كون أمالفي ونابولي شمال هذا الخط إلا أنهما دانتا بالولاء للقسطنطينية من خلال كتبان. تشتق المنطقة الإيطالية كابيتاناتا اسمها من كاتبانة.